# 金山町立明安小学校
金山町立明安小学校（かねやまちょうりつ めいあんしょうがっこう）は山形県最上郡金山町にあった公立小学校。

## 概要
- 小学校の学区である明安地区は，山形県最上郡金山町の南東部に位置しており，安沢・楢台・下野明・片貝の4地区で構成されていた[1]。

## 沿革
- 1882年（明治15年）3月 - 明安小学校として創立（安沢村清龍寺内）
- 1887年（明治20年）4月 - 安沢簡易小学校と改称
- 1892年（明治25年）4月 - 安沢尋常小学校と改称
- 1893年（明治26年）12月 - 下野明尋常小学校と改称（下野明に新築移転）
- 1901年（明治34年）9月 - 校舎改築
- 1909年（明治42年）9月 - 明安尋常小学校と改称（下野明３９８に新築移転）
- 1941年（昭和16年）4月 - 金山町明安国民学校と改称
- 1947年（昭和22年）4月 - 金山町明安小学校と改称
- 1963年（昭和38年）11月 - 校舎竣工（下野明３９６の１）
- 2002年（平成14年）1月 - 校舎竣工（下野明1696の1に新築）
- 2022年（令和4年）3月31日 - 金山町立金山小学校と統合し、閉校

## 学区
- 安沢・楢台・下野明・片貝[1]

## 卒業後
- 金山中学校へ進学する。